# Hans Moser (aktor)
Hans Moser, urodzony jako Johan Julier (ur. 6 sierpnia 1880 w Wiedniu, zm. 19 czerwca 1964 w Wiedniu) – austriacki aktor, który w trakcie swojej długoletniej kariery, od 1918 roku aż do swojej śmierci zagrał w ponad 150 filmach.
Pochowany na Cmentarzu Centralnym w Wiedniu.

## Filmografia

### Filmy fabularne
- 1921: Ubiór czyni człowieka (Kleider machen Leute) jako notariusz
- 1924: Sanin (Ssanin) jako służący Sanina
- 1924: Miasto bez Żydów (Die Stadt ohne Juden) jako Rat Bernart
- 1933: Miłostki (Liebelei)
- 1934: Maskarada (Maskerade) jako ogrodnik
- 1934: Młody baron Nehaus (Der Junge Baron Neuhaus) jako palacz Staockel
- 1936: Wszystko dla Weroniki (Fräulein Veronika) jako dyrektor Tutzinger
- 1938: Finał (Die Unruhigen Mädchen) jako Bröselmeier, Pedell
- 1942: Wiedeńska krew (Wiener Blut) jako Knopfel
- 1943: Czarno na białym (Schwarz auf weiß) jako Eduard Streusler, piekarz
- 1947: Radca dworu Geiger (Der Hofrat Geiger) jako Ferdinand Lechner
- 1949: Wiedeńskie dziewczęta (Wiener Mädeln) jako Engelbert
- 1952: 1 kwietnia 2000 (1. April 2000) jako kompozytor
- 1943: Wujaszek z Ameryki (Der Onkel aus Amerika) jako Th.Th.Hoffmann
- 1957: Nie usprawiedliwiona godzina (Die Unentschuldigte Stunde) jako Anton Riedel
- 1962: Zemsta nietoperza (Die Fledermaus) jako pijany strażnik